# Rhogeessa aeneus
Rhogeessa aeneus es una especie de murciélago de la familia Vespertilionidae.

## Distribución geográfica
Se encuentra sólo en México, en la Península de Yucatán.